# Газена лампа
Газената лампа (още известна като керосинова или парафинова лампа) е осветително тяло, което работи с керосин – течно гориво от въглеводороден произход (нефтен дестилат), наричано още „газ за осветление“ или „газ за горене“, което обаче не е газ и няма нищо общо нито със сместа от пропан-бутан и метан, нито с природния газ.
Газената лампа е съставена от фитил, резервоар, система за регулиране дължината на фитила, стъкло и дръжка (при газените ветроупорни фенери за използване навън). Резервоарът на газените лампи може да събере около 300 ml керосин. С регулиране дължината на излизащия над резервоара фитил се регулира силата на светлината. Стъклото осигурява тягата, защитава пламъка от движението на въздуха и намалява риска от пожар.
Газената лампа е изобретена от Игнаци Лукашевич, полски фармацевт, през 1853 г.
Макар че газената лампа излиза от бита на българина приблизително към средата на 20 век, заместена от електрическите осветителни тела, тя продължава да се използва в редки случаи и днес.